# Live Ruination
Live Ruination — второй мини-альбом группы Job for a Cowboy. Альбом был выпущен 23 ноября 2010 года лейблом Metal Blade Records. Альбом содержит живые выступления группы с концерта на «First Unitarian Church» в Филадельфии 6 июня 2009 года. Несмотря на название альбома, на нём содержится только 2 песни из альбома Ruination, не включая «The Matter of Splatter», которая является кавером на группу «Exhumed», а также является бонус-треком на альбоме Ruination.

## Список композиций
| №                   | Название                                 | Длительность |
| ------------------- | ---------------------------------------- | ------------ |
| 1.                  | «The Matter of Splatter» (Exhumed cover) | 3:43         |
| 2.                  | «Embedded»                               | 3:32         |
| 3.                  | «Altered from Catechization»             | 3:54         |
| 4.                  | «Entombment of a Machine»                | 4:27         |
| 5.                  | «Unfurling a Darkened Gospel»            | 3:51         |
| 6.                  | «Regurgitated Disinformation»            | 4:56         |
| Общая длительность: | Общая длительность:                      | 24:22        |

## Участники записи
- Джонни Дэйви — вокал
- Бобби Томпсон — гитара
- Ал Глассман — гитара
- Брент Риггс — бас-гитара, бэк-вокал
- Джон Райс — ударные, перкуссия